# أدالبيرت بولوك
أدالبيرت بولوك (بالرومانية: Adalbert Püllöck)‏ (6 يناير 1907 - 7 ديسمبر 1977) لاعب كرة قدم روماني ذو أصول ألمانية راحل كان يجيد اللعب في خط حراسة المرمى.
لعب طوال مسيرته الرياضية في نادي كريشانا أوراديا.
مثل منتخب رومانيا في 4 مباريات (1932-1934). شارك مع منتخب رومانيا في بطولة كأس العالم 1934 في إيطاليا حيث خرج من الدور الثمن النهائي.

## وصلات خارجية
- أدالبيرت بولوك على موقع الاتحاد الدولي (مؤرشف)  (الإنجليزية)
- أدالبيرت بولوك على موقع قاعدة بيانات كرة القدم.إي يو (الإنجليزية)
- أدالبيرت بولوك على موقع ناشيونال فوتبول تيمز (الإنجليزية)
- أدالبيرت بولوك على موقع Soccerway.com (الإنجليزية)
- أدالبيرت بولوك على موقع عالم كرة القدم.نت (الإنجليزية)
- هذا سيرة ذاتية